# Panaxia perfusca
Panaxia perfusca är en fjärilsart som beskrevs av Max Joseph Bastelberger 1905. Panaxia perfusca ingår i släktet Panaxia och familjen björnspinnare. Inga underarter finns listade i Catalogue of Life.